# Bill Nyrop
Temple de la renommée américain : 1997
William Nyrop, dit Bill Nyrop, (né le 23 juillet 1952 à Washington aux États-Unis et mort le 31 décembre 1995 à Minneapolis) était un joueur de hockey sur glace professionnel.

## Carrière
Il commence le hockey dans le championnat universitaire dans la division Western Collegiate Hockey Association avec l'équipe du Fighting Irish de Notre Dame de l'université Notre-Dame en 1970. Deux saisons plus tard, il est choisi lors du repêchage d'entrée dans la Ligue nationale de hockey par les Canadiens de Montréal lors du cinquième tour (il est alors le 66e choix).
Il ne rejoint pas de suite la ligue professionnelle et finit d'abord pendant deux ans ses études. En 1974, il débute sur les patinoires de la Ligue américaine de hockey avec les Voyageurs de la Nouvelle-Écosse, Voyageurs affiliés aux Canadiens.
Il fait ses débuts dans la LNH, le 22 février 1976 et aide l'équipe à remporter la Coupe Stanley. Cela sera la première des trois qu'il gagnera avec l'équipe en 1976, 1977 et 1978.
En Coupe Canada 1976, il représente les États-Unis lors de la Coupe Canada.
Il décide par la suite de mettre une pause à sa carrière afin de suivre des cours de droits et il revient au jeu en 1980 avec les North Stars du Minnesota qui possèdent alors ses droits. Il joue alors une saison avant de quitter l'Amérique du Nord et rejoindre l'Allemagne et l'équipe de Cologne, le Kölner Haie. Il joue une saison avant de réellement prendre sa retraite de joueur.
Il exerce alors en tant qu'avocat et reviendra dans le monde du hockey en 1991 pour deux brèves saisons en tant qu'entraîneur dans des ligues mineures, l'ECHL (pour les Cherokees de Knoxville) et dans la Sunshine Hockey League (Blaze de West-Palm-Beach).
Il décède dans la ville de son père, Minneapolis, d'un cancer du côlon le 31 décembre 1995 à Minneapolis. Il était alors âgé de 43 ans.

## Statistiques
| Saison     | Équipe                          | Ligue        |     | Saison régulière | Saison régulière | Saison régulière | Saison régulière | Saison régulière |   | Séries éliminatoires | Séries éliminatoires | Séries éliminatoires | Séries éliminatoires | Séries éliminatoires |
| Saison     | Équipe                          | Ligue        | PJ  | B                | A                | Pts              | Pun              | PJ               | B | A                    | Pts                  | Pun                  |                      |                      |
| 1970-1971  | Fighting Irish de Notre Dame    | WCHA         | 30  | 2                | 4                | 6                | 40               |                  |   |                      |                      |                      |                      |                      |
| 1971-1972  | Fighting Irish de Notre Dame    | WCHA         | 31  | 3                | 18               | 21               | 44               |                  |   |                      |                      |                      |                      |                      |
| 1972-1973  | Fighting Irish de Notre Dame    | WCHA         | 38  | 3                | 21               | 24               | 46               |                  |   |                      |                      |                      |                      |                      |
| 1973-1974  | Fighting Irish de Notre Dame    | WCHA         | 33  | 9                | 29               | 38               | 44               |                  |   |                      |                      |                      |                      |                      |
| 1974-1975  | Voyageurs de la Nouvelle-Écosse | LAH          | 75  | 2                | 22               | 24               | 76               | 6                | 0 | 5                    | 5                    | 0                    |                      |                      |
| 1975-1976  | Canadiens de Montréal           | LNH          | 19  | 0                | 3                | 3                | 8                | 13               | 0 | 3                    | 3                    | 12                   |                      |                      |
| 1975-1976  | Voyageurs de la Nouvelle-Écosse | LAH          | 52  | 3                | 25               | 28               | 30               |                  |   |                      |                      |                      |                      |                      |
| 1976       | États-Unis                      | Coupe Canada | 5   | 1                | 1                | 2                | 0                |                  |   |                      |                      |                      |                      |                      |
| 1976-1977  | Canadiens de Montréal           | LNH          | 74  | 3                | 19               | 22               | 21               | 8                | 1 | 0                    | 1                    | 4                    |                      |                      |
| 1977-1978  | Canadiens de Montréal           | LNH          | 72  | 5                | 21               | 26               | 37               | 12               | 0 | 4                    | 4                    | 6                    |                      |                      |
| 1980-1981  | North Stars du Minnesota        | DN-Cup       | 3   | 2                | 1                | 3                | 0                |                  |   |                      |                      |                      |                      |                      |
| 1981-1982  | North Stars du Minnesota        | LNH          | 42  | 4                | 8                | 12               | 35               | 2                | 0 | 0                    | 0                    | 0                    |                      |                      |
| 1982-1983  | Kölner Haie                     | DEL          | 19  | 3                | 2                | 5                | 8                |                  |   |                      |                      |                      |                      |                      |
| Totaux LNH | Totaux LNH                      | Totaux LNH   | 207 | 12               | 51               | 63               | 101              | 35               | 1 | 7                    | 8                    | 22                   |                      |                      |